# 小行星2884
小行星2884（2884 Reddish）是一颗围绕太阳公转的小行星。1981年3月2日，舒爾特·巴斯在赛丁泉山发现了此天体。
該小行星以英國天文學家文森特·卡特利奇·雷迪許命名。
这颗小行星的绝对星等为13.76242251035777等。